# Martin Borchert
Martin Johannes Christiaan Borchert (Hengelo, 18 oktober 1965) is een Nederlandse beeldhouwer en installatiekunstenaar.

## Leven en werk
Borchert volgde van 1985 tot 1987 een opleiding aan de Utrechtse kunstacademie. Aansluitend studeerde hij van 1987 tot 1991 aan Academie Minerva in Groningen en van 1990 tot 1991 in Noorwegen aan de Vestlandets Kunstakademi in Bergen.
Zijn project Grondwatermeter (1999) bevindt zich op diverse locaties in Nederland en België onder andere in het Waterschap Reest en Wieden in de provincies Drenthe en Overijssel.

## Werken (selectie)
- Paasvuur (1989), film/video-installatie
- Beeldscherm (1990), lichtobject
- Hemelschedel (1991)
- Zonnesporen (1992)
- Balustrade (1995), Teylers Museum in Haarlem
- Waaiboei (1996), vlak bij de Nederlands/Duitse grens in Nieuwe Statenzijl
- Windschermen - 2-delig (1997), Gomarus College, Vondelpad in Groningen
- Poolstervizier (2000), in het Kieldiep ter hoogte van het Park De Dreven in Hoogezand
- Regnhytte (Regenhut) (2000), Nygårdfangen in Bergen (Noorwegen) ter gelegenheid van de manifestatie Culturele hoofdstad van Europa
- Zweefsteen (2001), Veendam
- Vogelvesten (2003), Essellanden in Wateringen
- Kromme Leek (2005), Hoorn
- Sluisventielen (2006), Nieuwebrugsluis in Hoogeveen
- Straattaal (2006), Veenendaal
- Nestelpokken (2007), Veenendaal
- Stoelendans (2007), Groesbeek
- Dooi (2007), Museum De Fundatie, Kasteel Het Nijenhuis bij Heino
- Landkraal (2007), Smaragd, Burmania Park in Drachten
- Xy (2009), project Kennisjaren 1994-2014, Antonius Deusinglaan in Groningen

## Fotogalerij

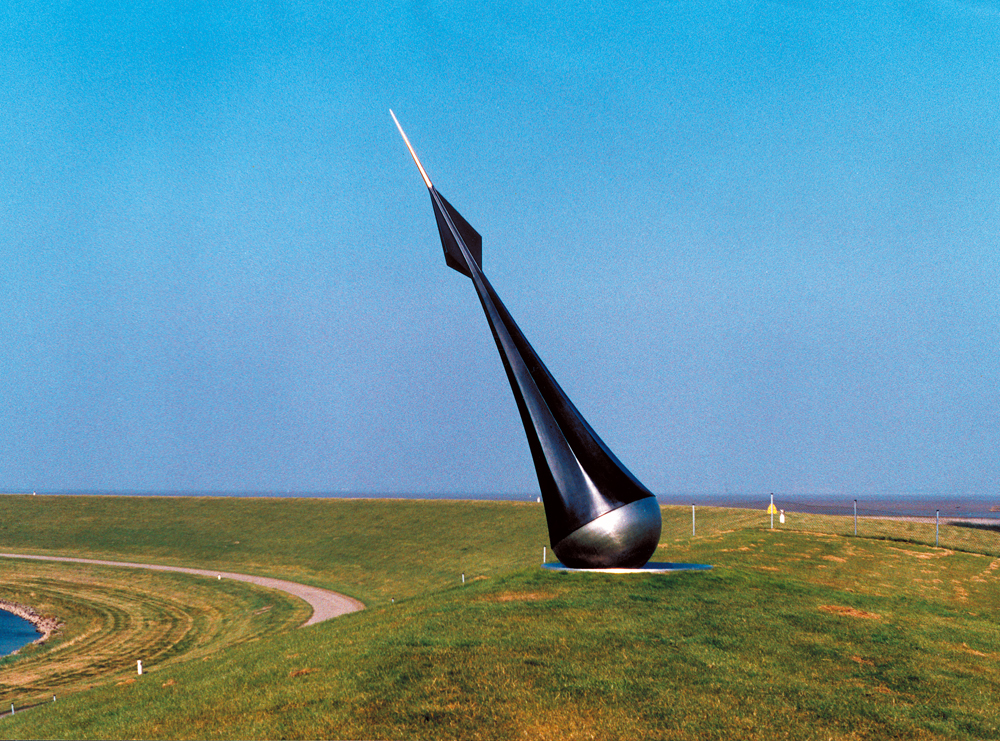
Nieuwe Statenzijl (1996)
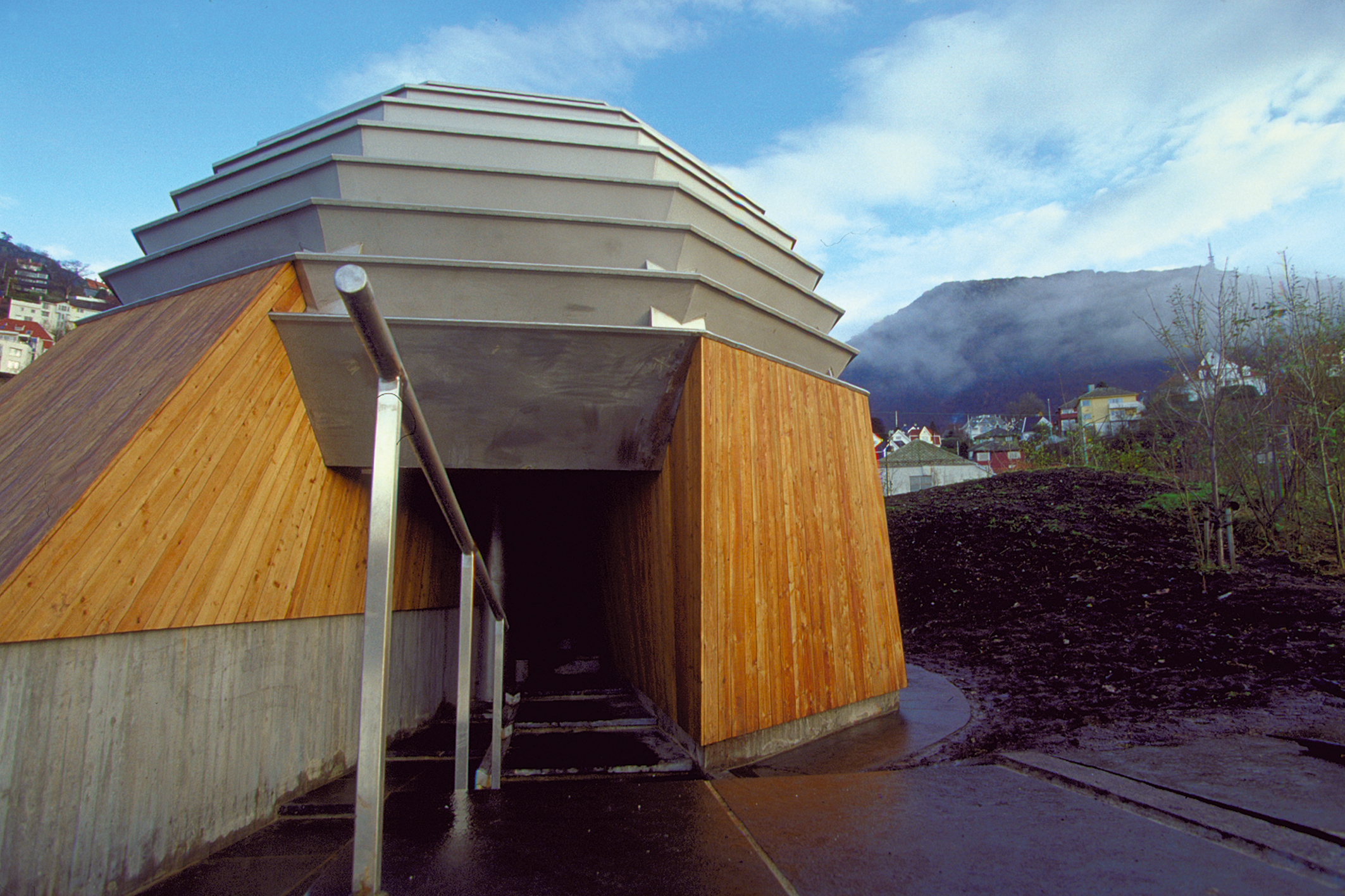
Bergen-Noorwegen (2000)
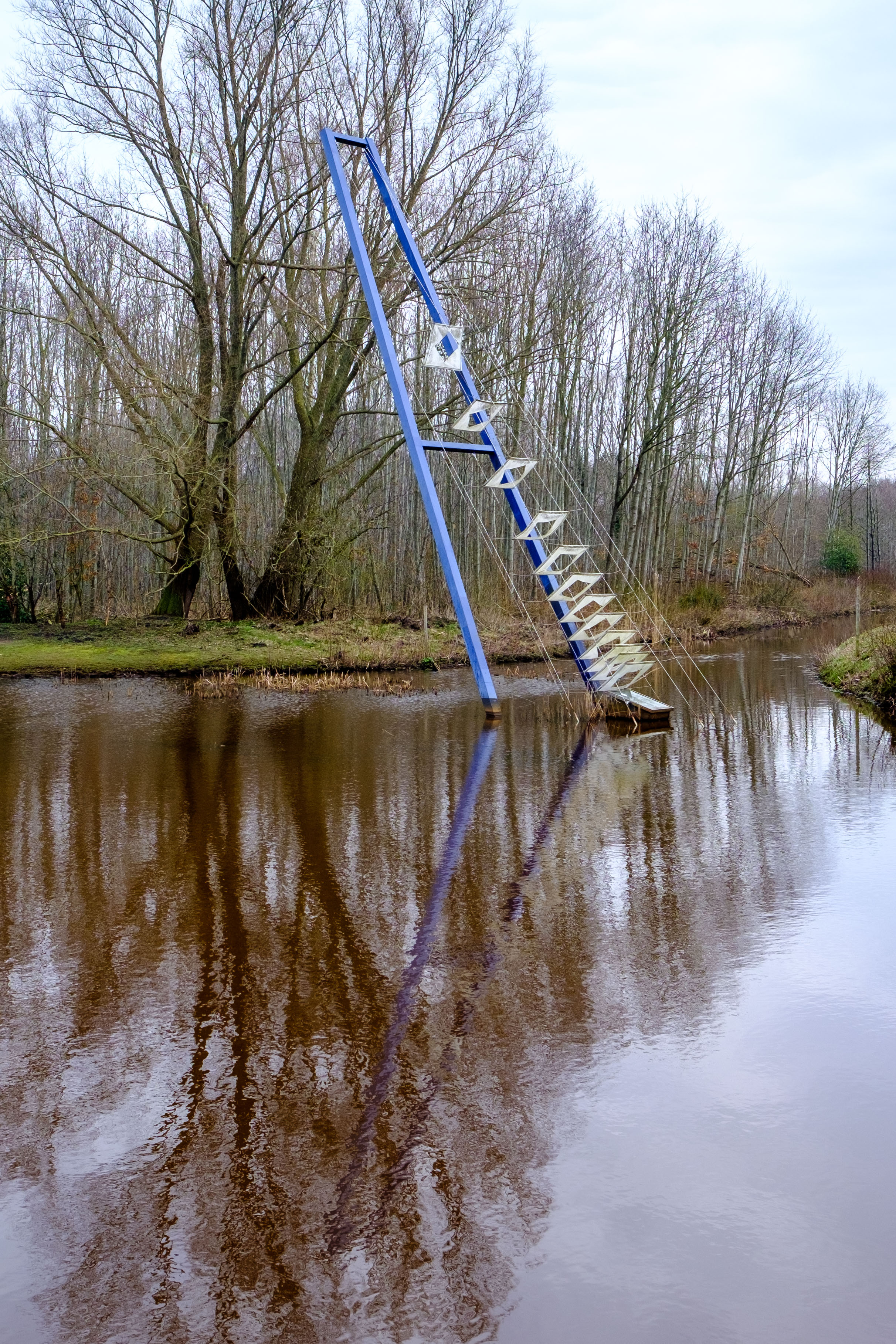
Poolstervizier (2000)
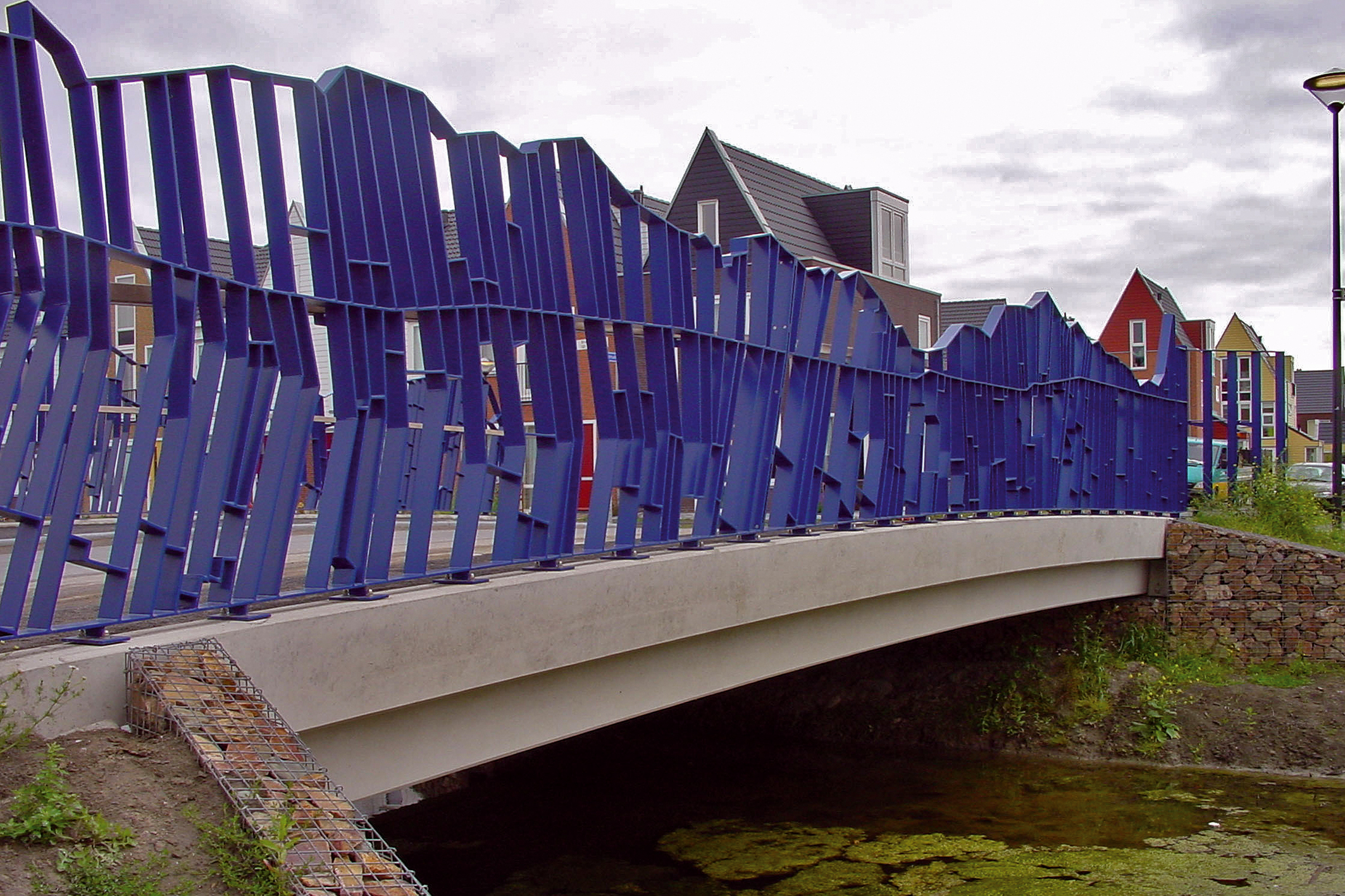
Hoorn (2005)
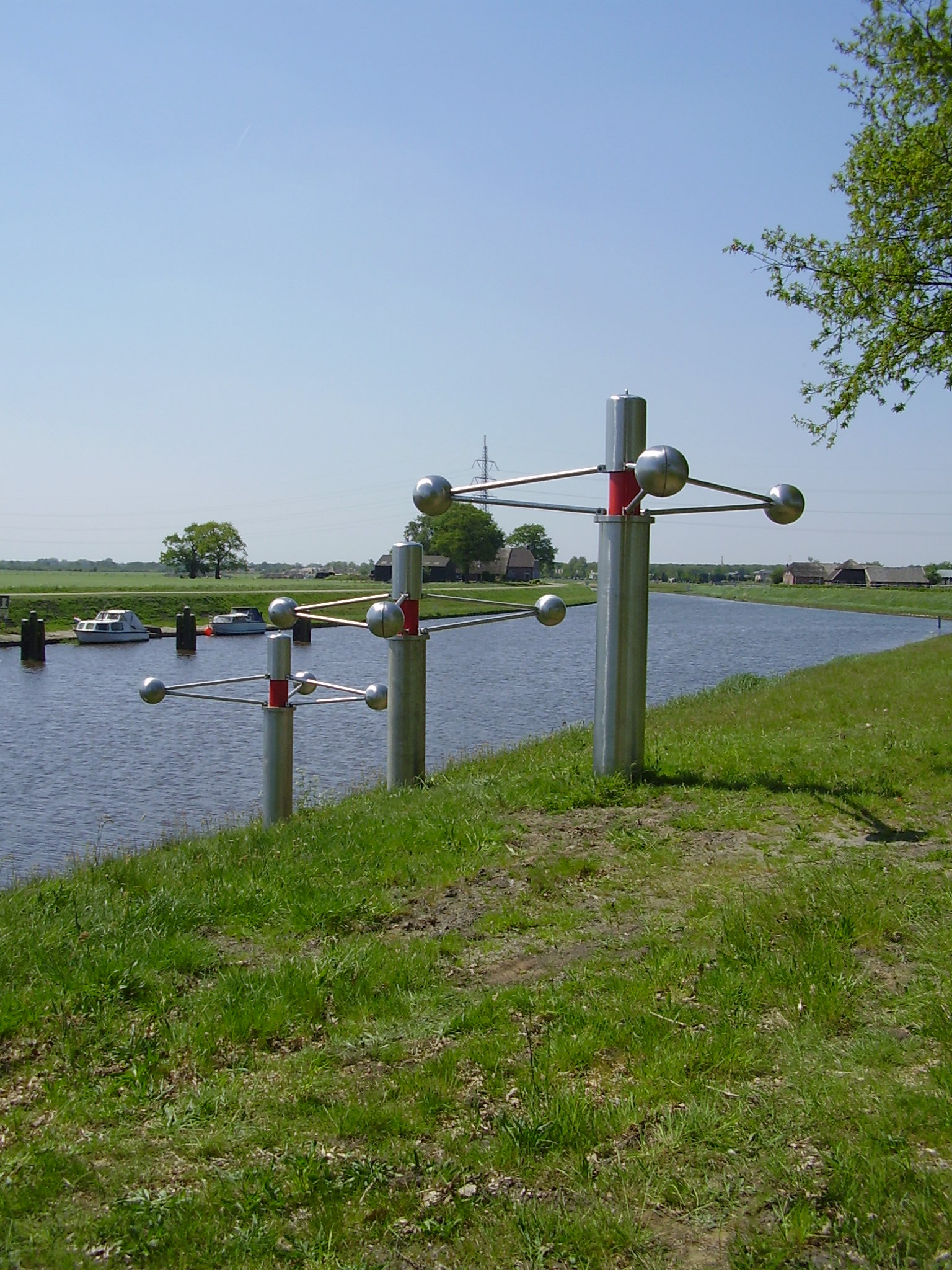
Hoogeveen (2006)
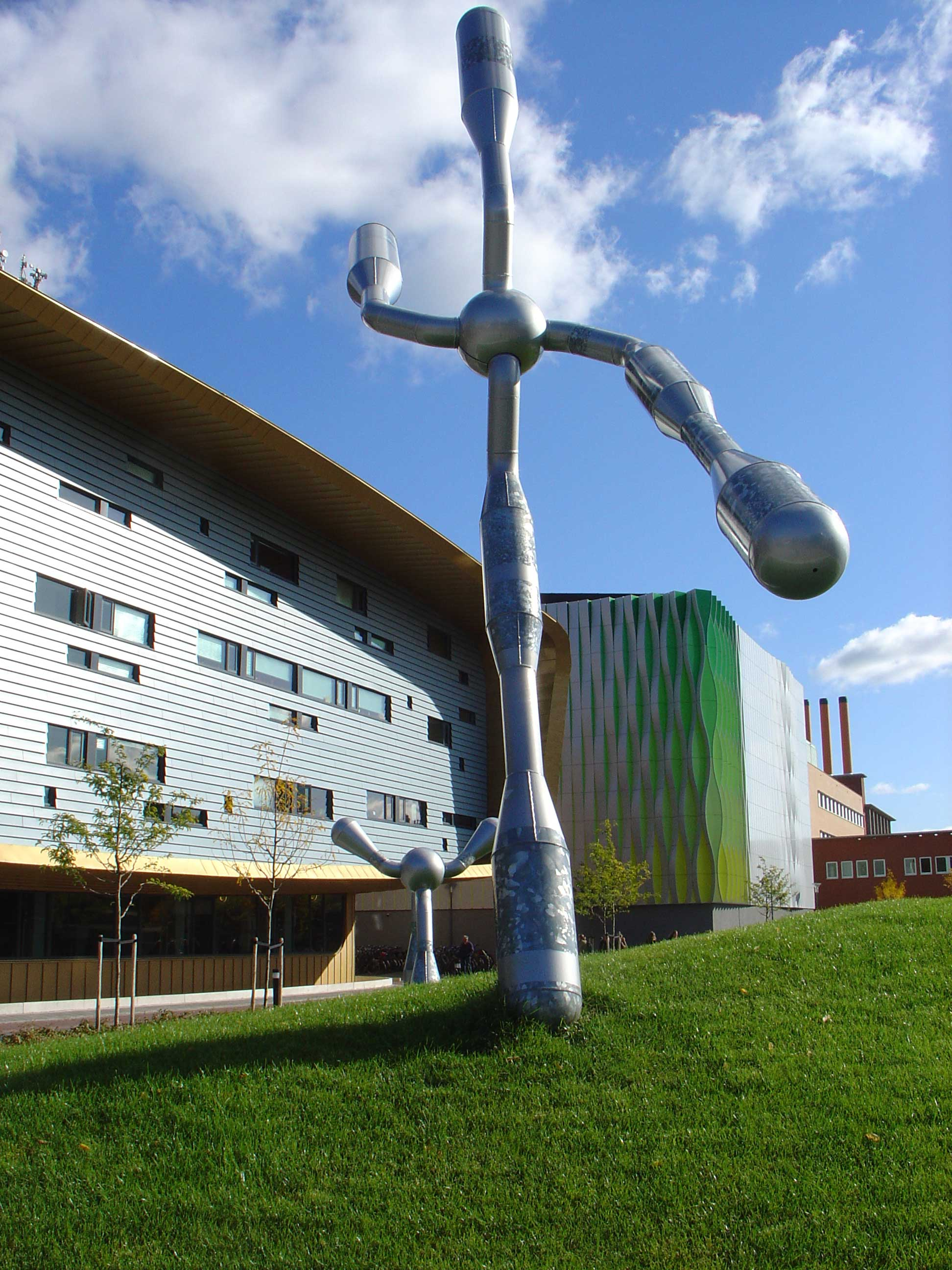
Groningen (2009)